# Gérard de Rougemont
Pour les articles homonymes, voir Rougemont.
Gérard de Rougemont, né à Rougemont, décédé en 1225 est un religieux catholique comtois.

## Biographie
Après une année (1220 - 1221) comme évêque de Lausanne, il est nommé archevêque de Besançon et le demeure jusqu´à sa mort.